# 龙芯中科
龙芯中科技术股份有限公司（上交所：688047，简称：龙芯中科）是2010年4月由中国科学院和北京市政府共同牵头出资成立的有限责任公司，是现在龙芯系列芯片的主要开发、销售、服务、宣传的公司，总部位于中国北京市海淀区。
龙芯中科是现在最大的兼容MIPS架构芯片的供应商，也已经是多数开源社区MIPS架构分支的实际维护者。龙芯中科的主要产品有龙芯系列芯片、LS系列IP核（微架构）、LoongISA和LoongArch。

## 历史

### 产业化积累阶段:2011年-2015年
2012年10月，龙芯3B1500流片成功。
2015年8月18日，龙芯中科发布龙芯3A2000、LS464E、Loongnix和LoongISA。

### 产业体系形成阶段：2016-2020年
2016年10月，龙芯3A3000完成流片并通过系统测试。
2017年4月25日，龙芯中科公司在北京举行发布会，正式发布了龙芯3A3000/3B3000、龙芯2K1000等芯片产品，还和众多合作厂商发布了龙芯笔记本电脑、龙芯服务器等一系列产品。此外龙芯还宣布了龙芯开源计划、龙芯开发者计划和龙芯产业基金计划。
2019年9月17日，龙芯中科对JDK 13的研发贡献度居全球前5。
2019年10月25至26日，龙芯3A/B3000处理器荣获第十四届“中国芯”“优秀市场表现产品”称号。
2019年11月4日，龙芯中科和深度科技共同参加了2019中国国际金融展。
2019年12月24日，龙芯中科在中华人民共和国北京市国家会议中心举办龙芯中科2019产品发布暨用户大会，发布了龙芯新一代采用GS464V微架构的中央处理器龙芯3A/B4000，并公开了下一个产品龙芯3A/B5000、龙芯3C5000的一些细节。

## 产品

### 芯片
龙芯中科的芯片产品中分以下三种：
- 龙芯1号系列，是嵌入式领域芯片，已经在各种行业、领域上运用；
- 龙芯2号系列，用于瘦客户端、工控等低中端领域；
- 龙芯3号系列，用于桌面、服务器、超算、工控等领域；
- 龙芯桥片系列，目标是替代AMD RS7xx+SB7xx 芯片组，为龙芯处理器提供桥片功能，避免在桥片的选择上受制于AMD。

### IP核
龙芯中科已经向行业授权多个IP核（也就是微架构），其中包括对海信授权LS232 IP核和对国科微GK2302 SATA固态硬盘主控进行IP核授权。

### 指令集架构
LoongISA（简称LISA）是龙芯中科注册的自主CPU指令集架构（由MIPS指令集拓展而来，采用MIPS的指令集格式）。LoongISA指令集架构包括MIPS Release 2全套指令集和部分MIPS Release 5中的拓展模块，以及其他一系列龙芯中科自主扩展的指令集。
LoongArch（简称LA）是龙芯中科于2021年发布的自主指令集架构，其拥有基础指令 337 条、虚拟机扩展 10 条、二进制翻译扩展 176 条、128 位向量扩展 1024 条、256 位向量扩展 1018 条，共计 2565 条原生指令。

### Linux发行版
Loongnix是龙芯中科基于 Fedora21 发展而来的 Linux发行版，对龙芯平台上进行了一定程度的优化，是现在唯一只支持龙芯的 Linux发行版。

## 外部連結
- 龙芯中科官方网站